# Jørgen Otto Jørgensen
Jørgen Otto Jørgensen (født 21. december 1950 i Marstal) var den første borgmester fra 1. januar 2006 indtil 1. januar 2010 i Ærø Kommune og igen fra 1. januar 2014 til 2017, valgt for Socialdemokraterne.
Jørgensen er student fra Svendborg Gymnasium og blev uddannet lærer fra Skårup Seminarium i 1976. Derefter blev han ansat ved Hømarkskolen i Svendborg. I 1978 flyttede han tilbage til Ærø, hvor han blev ansat ved Ærøskøbing Skole. Han blev viceinspektør i 1986 og skoleinspektør i 1990. 
Han stillede op til kommunalvalget i Ærøskøbing Kommune første gang i 1998, blev indvalgt og blev tilmed valgt til borgmester. Ved det første valg til Ærø Kommunalbestyrelse, lykkedes det Jørgensen at blive den første borgmester i den nye kommune.